# 槲皮素
檞皮素（quercetin）又稱五羥黃酮、檞黃酮，又稱栎精，是一種植物性黃酮醇，屬於多酚中的黃酮類化合物，存在于水果、蔬菜和谷物等植物中。
檞皮素广泛存在于自然界中。其英文名“quercetin”最早出现于1857年，其来源于“quercetum”，意为栎树林。其是一种天然的生长素极性运输抑制剂。
檞皮素含量丰富的食品包括：茶叶（茶树；2000-2500 mg/kg），刺山柑（1800 mg/kg），欧当归（1700 mg/kg），苹果（44 mg/kg），红洋葱（1910 mg/kg，最外层的含量最高），红葡萄，柑橘、蕃茄、花椰菜及其他綠葉蔬菜。此外還有许多浆果的含量也较高，包括覆盆子、歐洲越橘（158 mg/kg，鲜重），越橘（种植74 mg/kg，野生146 mg/kg），蔓越莓（种植83 mg/kg，野生121 mg/kg），沙棘（62 mg/kg），岩高兰（种植53 mg/kg，野生56 mg/kg）及仙人掌的果实。2007年一项研究发现，有机种植的番茄檞皮素含量比传统种植的高出79%。
澳大利亚昆士兰大学的一项研究表明，部分品种的蜂蜜中也存在檞皮素，包括来源于桉树及澳洲茶樹的蜂蜜。。

## 苷元
檞皮素是许多其他类黄酮苷的苷元。槲皮素与鼠李糖结合形成檞皮苷；与芸香糖结合形成芦丁；与阿拉伯糖结合形成番石榴苷；与乳糖结合形成金丝桃苷。

## 生理活性
对大鼠生物利用度的研究显示，当放射性同位素标记的槲皮素-4-葡萄糖苷通过胃肠道后，其被转化为酚酸。
檞皮素既尚未被科学的证明其具有任何疗效，也没有得到任何监管机构的批准。美国食品与药品管理局尚未批准任何关于槲皮素的功效说明。不過达沙替尼和槲皮素的混合物也一種潛在的返老藥（Senolytic），一項人體初步臨床試驗顯示，达沙替尼和槲皮素的混合物在患有糖尿病腎臟病變的人類患者中，確實會降低部分組織當中衰老細胞的數量。

### 炎症
一些实验室的研究表明槲皮素可能具有抗炎特性，并在研究其潜在的疗效。
檞皮素可减轻花粉热的症状。其一种酶改性衍生物被发现具有减轻花粉热眼部症状的作用。
一项对老鼠的研究表明，槲皮素能有效的减少速释型烟酸引起的潮紅現象，部分途径为减少前列腺素D2的产生。一个四人的试验性临床试验给出的初步数据支持该观点。

### 癌症
实验室体外细胞研究显示，檞皮素也可转变为致癌物，但这项研究并没有报告其会增加动物或人类的患癌风险。
美国癌症协会说道，虽然檞皮素“已被选为对许多包括癌症的疾病有效的物质”，并且“一些早期的实验结果显示其具有开发前景，但现在还没有可靠的临床证据说明檞皮素可以预防或治疗人类癌症。”充足的水果和蔬菜的摄入可能降低患癌症的风险，槲皮素是许多可能的作用源之一受到研究。
在动物实验中，檞皮素被推测有可能降低患某些癌症的风险。一项时长8年的研究发现，三种黄酮类化合物——山柰酚、檞皮素和杨梅素——可降低吸烟者患胰腺癌的风险。
通过檞皮素与超声波结合，可抑制体外培养的皮肤癌和前列腺癌细胞。

### 代谢
檞皮素已被证明可增加大鼠的能量代谢，但仅限于短期（短于8周）。檞皮素对小鼠运动耐受性的影响与增加线粒体生物合成有关。小鼠口服12.5至25 mg/kg浓度依次增加的檞皮素，可增加线粒体生物标志物的基因表达，并可改善运动耐受性。.
已有有关于檞皮素对结节病、哮喘、肥胖与糖尿病的葡萄糖吸收的安全性和有效性的初步研究。
也有学者声称檞皮素可降低高血压患者的血压，及可降低肥胖者的低密度脂蛋白胆固醇的水平。
体外研究表明檞皮素和白藜芦醇联合应用可抑制脂肪细胞的产生。

## 药物相互作用
檞皮素有一些抗生素配伍禁忌；其可能影响氟喹诺酮的作用，因檞皮素也具有竞争结合DNA旋转酶的能力。尚未确定其是否能抑制或增强氟奎诺酮的效果。
《AHFS药物信息》（2010年）将檞皮素标记为CYP2C8的抑制剂，并具体的说明其与紫杉醇可能形成有害的相互作用。由于紫杉醇由CYP2C8代谢，其生物利用度可能增加或不可预测，可能导致毒副作用。
此外，檞皮素还被描述为CYP2C9的抑制剂，及CYP3A4的抑制剂和诱导剂。CYP2C9和CPY3A4都是细胞色素P450混合功能氧化酶系统的组分，因此这些酶参与外来物质的代谢。

## 扩展阅读
- UMM槲皮素信息页 （页面存档备份，存于）（马里兰大学医疗中心网站）